# Ужгородская богословская академия имени святых Кирилла и Мефодия
Ужгородская Украинская Богословская академия имени святых Кирилла и Мефодия (сокращённо УУБА, полное название: Ужгородская Украинская Богословская Академия имени святых Кирилла и Мефодия — Карпатский университет имени Августина Волошина (УУБА — КаУ) высшее учебное заведение Православной церкви Украины, ранее УАПЦ, а изначально УПЦ Московского патриархата.

## Краткая история создания
Академия начала свою деятельность в январе 2002 года с благословения Митрополита Киевского и всея Украины Владимира (Сабодана), Предстоятеля Украинской Православной Церкви в форме частного высшего учебного заведения под названием «Украинская Богословская Академия имени святых Кирилла и Мефодия».
29 декабря 2003 года решением Священного Синода УПЦ Академия признана высшим духовным учебным заведением УПЦ под названием Ужгородская Украинская Богословская Академия имени святых Кирилла и Мефодия (журнал № 33 от 29.12.2003 года заседания Священного Синода УПЦ) со статусом Духовной Академии.
27 мая 2004 года Устав Академии был зарегистрирован в Государственном комитете Украины по делам религии, приказ № 26.
В марте — апреле 2006 года, с целью получения выпускниками Академии кроме высшего духовного образования и высшего светского образования, с Благословения Митрополита Киевского и всея Украины реорганизован в Карпатский университет имени Августина Волошина (III—IV уровней государственной аккредитации).
В дальнейшем на базе Академии и университета с благословения Владимира, Митрополита Киевского и всея Украины был создан первый на Украине духовно-учебно-научный комплекс "Ужгородская Украинская Богословская Академия имени святых Кирилла и Мефодия (высшее духовное учебное заведение УПЦ) — Карпатский университет имени Августина Волошина (частное высшее учебное заведение системы МОН Украины). Сокращенное название ДННК «УУБА — КаУ». В этом учебном заведении сочетается духовное и светское образование.
6 апреля 2006 года ДННК «УУБА — КаУ» официально признана Министерством образования и науки Украины как целостный духовно-учебно-научный комплекс УПЦ.
Через ДННК «УУБАКаУ» выпускники кроме высшего духовного образование и высшее светское образование по направлению подготовки «Философия», специальности «богословие» (теология) "по образовательно-квалификационным уровням: бакалавр (базовое высшее образование) и магистр (высшее образование), а студенты университета, обучающиеся по другим светским специальностям (философия, правоведение, психология, финансы, филология, компьютерные науки), на протяжении всех лет обучения дополнительно изучают основы православного богословия.
В сентябре—октябре 2007 года Академия и университет прошли сертификацию на осуществление образовательной деятельности и стали одними из первых в Западном регионе Украины членами Международной образовательной организации с центром в г. Лондоне, через сертификацию в которой дипломы выпускников УУБА и КаУ признаются в странах Европейского Союза;
- По результатам образовательной деятельности 2006—2007 годах учебного года Карпатский университет имени Августина Волошина по признанию Министерства образования и науки Украины занял 13 место среди 64 вузов негосударственной формы собственности III—IV уровней государственной аккредитации;
- Академия за достижения в духовно-нравственном воспитании и просветительскую деятельность среди молодежи в 2007 году награждена премией Отдела по делам молодежи РПЦ «Обретенное поколение».
- В июле 2008 года университет официально аккредитован по образовательно-квалификационному уровню бакалавра по направлению подготовки «Философия» и впервые на Украине лицензирован по образовательно-квалификационному уровню «магистр богословия (теологии)»;

Выпускники духовных семинарий имеют возможность обучения в магистратуре Академии (то есть на 5 и 6 курсах), по окончании которого они получают научную степень магистра богослова и по собственному желанию могут поступить в докторантуру УУБА для написания и дальнейшей защиты докторских диссертаций. Выпускники Киевской и других Духовных Академий, после обучения в докторантуре и написания научного исследования, могут защищать докторские диссертации. Сотрудничество с академиями УПЦ прекратилось в 2014 году.
Выпускники духовных семинарий имеют возможность обучения в магистратуре Академии (то есть на 5 и 6 курсах), по окончании которого они получают научную степень магистра богослова и по собственному желанию могут поступить в докторантуру УУБА для написания и дальнейшей защиты докторских диссертаций. Выпускники Киевской и других Духовных Академий, после обучения в докторантуре и написания научного исследования, могут защищать докторские диссертации. Сотрудничество с академиями УПЦ прекратилось в 2014 году.
В 2010 году степень доктора богословия в УУБА защитил священник Бочков Павел Владимирович, настоятель храма Свт. Луки (Войно-Ясенецкого) в г.Норильске.  За диссертационное сочинение «Идеологические основы церковных расколов постсоветского периода» решением Специализированного Ученого совета, утвержденного Блаженнейшим Владимиром Митрополитом Киевским и всея Украины, получил ученую степень доктора богословия.. Позже эту учёную степень Бочкову перезачёл православный богословский факультет Прешовского университета.
Как указывает Бочков, фактически ответвлением от УУБА до войны 2014 года являлся и Луганский богословский университет в честь Архистратига Михаила. По данным Бочкова:
"В Ужгородской Украинской Богословской Академии им. свв. Кирилла и Мефодия (УУБА, в 2002-2014 гг. данный вуз, одновременно являясь структурной частью частного вуза — Карпатского университета им. Августина Волошина, входил в юрисдикцию УПЦ) и Луганском богословском университете в честь Архистратига Михаила (ЛБУ) вручались наперсные докторские кресты, имеющие собственный дизайн и указание на принадлежность к вузу на оборотной стороне. Все наперсные кресты УУБА и ЛБУ были изготовлены Луганской фирмой «Колумб». Примечательно, что в последних двух вузах отсутствуют степени кандидата богословия. Вместо них имеются доктор богословия (равный кандидату богословия в духовных академиях или также именуемый младшим доктором) и доктор богословских наук (доктор наук или хабилитированный доктор)". 
Национальный гуманитарный институт социального управления (НГИСУ) при Академии гуманитарных и общественных наук в г. Сергиев Посад основал в 2012 году Российское представительство Ужгородской Украинской богословской академии им. святых Кирилла и Мефодия и Карпатского университета им. А. Волошина. 11 июня 2013 года первым выпускником представительства Ужгородской богословской академии в России стал Бадаев Ромил (Ренат) Абидулович, он успешно сдал выпускные экзамены и защитил магистерскую работу в представительстве академии и университета на базе Национального гуманитарного института социального управления в г. Сергиев Посад Российской Федерации (директор – профессор Лагутов М.В.) . Тогда же, в 2013 году его магистерскую специальность перезачло АНО ВПО "Православный институт св. Иоанна Богослова" в Москве, а далее Бадаев принят на работу преподавателем Перервинской духовной семинарии в Москве.
Несмотря на начало военного противостояния на Украине, 28 июля 2014 года состоялась презентация филиала УУБА в г. Владивосток (Приморский край). Координатором филиала стал диакон Бубнюк Вячеслав Викторович, 1963 года рождения, житель г. Владивосток, которого возвёл в сан диакона в 2000 году епископ УПЦ-Киевского Патриархата  Адриан (Старина). . По его словам, филиал академии  есть и в Хабаровске на базе местной духовной семинарии, там обучаются два студента, в этом году защитился докторант. Из-за вооружённого конфликта на Украине не каждый готов ехать учиться в головной вуз, поэтому развивается дистанционная форма обучения. Преподаватели готовят кандидатов, помогают им освоить первые ступени богословия, а после отправляют их в Ужгород. Жители приморской столицы тоже интересуются обучением в представительстве. .
Судя по всему, после отделения УУБА от Московского Патриархата в декабре 2014 года, филиалы УУБА в г. Сергиев Посад, Хабаровск и Владивосток перестали существовать. Тем не менее, в 2018 году степень доктора философии в УУБА дистанционно защитил сотрудник института Лагутова - диакон Александр Никитин из Москвы. .  .
В 2014 году УУБА закончил со степенью доктора богословия экс-министр здравоохранения РФ в 1999-2004 годах Шевченко, Юрий Леонидович, священнослужитель.
В 2014 году в Ужгородской Украинской богословской академии им. святых Кирилла и Мефодия историк Мельков Андрей Сергеевич (преподаватель Российского Православного института св. Иоанна Богослова, с 2014 года – член редакционного совета историко-литературного журнала «Странникъ» (Смоленск, Россия).защитил диссертацию на соискание ученой степени доктора теологических наук по специальности "Церковная история" на тему: "Жизненный путь и научное наследие протоиерея А.В. Горского". .
Также УУБА закончили некоторые клирики Будапештской и Венгерской епархии РПЦ: в частности, в 2010 году диссертации кандидата богословия защитили протоиерей Иштван Мадяр, старший священик Успенского кафедрального собора г. Будапешт и священник Кирилл Татарка, секретарь епархии.

## Критика
Постоянный критик УУБА протодиакон и профессор МДА Андрей Кураев:

В Ужгороде уже много лет идёт откровенная профанация богословия, а, похоже, и прямая торговля докторскими дипломами. Люди, неизвестные ни одной научной публикацией и тем паче книгой (что для доктора всё же обязательно), становятся обладателями «докторских дипломов». Церковная Украина давно шепчется, что в ужгородской «академии» епископам степени даются бесплатно, а вот носители меньших санов активно компенсируют нехватку научности доставкой наличности.

Сие безобразие возможно потому, что Бедь шантажирует УПЦ — мол, прикроете мой бизнес, уйду к Филарету. Грустно это. И ещё ужгородское шарлатанство терпится УПЦ по той причине, что тамошняя академия имеет права факультета в рамках госуниверситета, и потому украинское государство признает её дипломы, но не признает дипломы Киевской Академии.
Проректор Киевской духовной академии УПЦ-МП по научно-богословской работе доцент Владимир Бурега заявил о прямом и открытом плагиате в диссертационных работах, стремясь дискредитировать Ужгородскую академию, как конкурирующую с КДА структуру.
 Также в поддержку критических замечаний Буреги против УУБА выступил и Черноморец Юрий Павлович, редактор интернет-сайта "Религия в Украине", и внештатный советник Антония Паканича до 2016 года. 